# 约安·于热
约安·于热（法語：Yoann Huget；1987年6月2日—）是一位法國橄欖球運動員。他是法國國家橄欖球隊的一員，代表法國參加了2015年橄欖球六國賽。